# Michael Lorkowski
Michael Lorkowski (* 26. Februar 1955 in Hamburg) ist ein deutscher Fußballtrainer.

## Spielerkarriere
Lorkowski ist der Sohn von Ernst Lorkowski, der in den 1960er Jahren als Torhüter beim Regionalligisten Altona 93 spielte. Er selbst war Spieler beim Ahrensburger TSV, von Phönix Lübeck (1973 bis 1980), im Sommer 1980 wechselte der Torwart von dem Verbandsligisten zu BU Hamburg in die Oberliga.

## Trainerkarriere
Im Sommer 1981 begann Lorkowski seine Laufbahn beim FC St. Pauli als Jugendtrainer. Ab Anfang Februar 1982 war er zunächst als Vertretung des sich auf Kur befindenden Trainers Kuno Böge für St. Paulis Oberligamannschaft zuständig, dessen dritter Torwart er bis dahin war. Nach Böges Rücktritt Ende Februar 1982 ersetzte Lorkowski ihn ganz. Zu diesem Zeitpunkt besaß Lorkowski, der zunächst hauptberuflich als Lehrer an einem Gymnasium in Bargteheide tätig war, bereits die Fußballlehrerlizenz. In der Saison 1982/83 wurde St. Pauli unter Trainer Lorkowski Meister der Oberliga Nord, 1984 führte er die Mannschaft zum Zweitligaaufstieg. Im Frühjahr 1986 wurde bekannt, dass sich Lorkowski und der FC St. Pauli am Saisonende 1985/86 trennen würden. Der FC Bayern München zeigte daraufhin Interesse, Lorkowski als Assistenztrainer zu verpflichten. Auch bei Eintracht Braunschweig war er im Gespräch, zog seine Bewerbung aber Mitte April 1986 zurück, weil er sich wegen langer Wartezeit auf eine Entscheidung des Vereins hingehalten fühlte. 1986 endete seine erste Amtszeit beim FC St. Pauli, obwohl die Mannschaft unter seiner Leitung erneut den Zweitligaaufstieg geschafft hatte. Lorkowski ging zur Saison 1986/87 zu Holstein Kiel (Oberliga). Er verließ Kiel im Oktober 1988 und wechselte zum Oberliga-Konkurrenten 1. SC Norderstedt. Die Mannschaft verließ er Mitte Oktober 1990, um ein Angebot des abstiegsbedrohten Zweitligisten Hannover 96 anzunehmen und damit wieder den Einstieg in den Profibereich zu schaffen.
Der größte Erfolg in der Trainerkarriere von Lorkowskis ist der Gewinn des DFB-Pokals 1992 mit Hannover 96. Der Zweitligist setzte sich zum Auftakt mit 7:0 gegen Marathon Berlin und anschließend zunächst zweimal auswärts gegen die Bundesligisten VfL Bochum und Borussia Dortmund durch, ehe in der vierten Runde im ersten Heimspiel dieses DFB-Pokals Zweitligakonkurrent Bayer 05 Uerdingen besiegt wurde. Mit dem Karlsruher SC im Viertelfinale und Werder Bremen im Halbfinale wurden im heimischen Niedersachsenstadion zwei weitere Bundesligisten besiegt, bis Hannover sensationell im Endspiel im Berliner Olympiastadion stand. Dort erreichte die Mannschaft am 23. Mai 1992 ein 0:0 nach Verlängerung gegen Borussia Mönchengladbach, dem fünften Bundesligisten im laufenden Wettbewerb. Im Elfmeterschießen gewann der Außenseiter schließlich mit 4:3. Hannover 96 war damit nach den Kickers Offenbach im DFB-Pokal 1969/70 erst die zweite Mannschaft unterhalb der Bundesliga, die den DFB-Pokal gewann.
Aufgrund einer durchwachsenen Saison 1991/92 in der 2. Bundesliga Nord, in welcher der Trainer wegen seiner defensiv ausgerichteten Taktik über einen längeren Zeitraum stark in der Kritik stand, und aufgrund interner Querelen verkündete Lorkowski nach Erreichen des Pokalfinales im April 1992, zur neuen Saison zum FC St. Pauli zu wechseln. Am Hamburger Millerntor war er bereits von 1982 bis 1986 Trainer gewesen. Er trat mit dem Ziel an, St. Pauli wieder in die erste Liga zu bringen. Lorkowski gelang mit den Hamburgern ein guter Auftakt in die Saison 1992/93, nach dem vierten Spieltag legte man den zweiten Tabellenplatz. Rund zwei Monate später trennte sich der FC St. Pauli von ihm, da die Vereinsführung ein fehlendes Vertrauensverhältnis zwischen Lorkowski und den Spielern anprangerte. Sportlich war der gute Saisonbeginn nicht bestätigt worden, zum Zeitpunkt von Lorkowskis Beurlaubung lag St. Pauli auf einem Abstiegsplatz.
Im März 1994 wurde er Trainer des Zweitligisten VfB Lübeck, Mitte Oktober 1996 endete seine Amtszeit mit einer Entlassung.
In der Saison 2012/13 war Lorkowski beim schleswig-holsteinischen Verein SV Eichede im Jugendbereich tätig; er trainierte dessen Jahrgang 1998/99 und war für die Technikschulung der Jahrgänge 2001 und 2004 verantwortlich.
Seitdem arbeitet er im Sozialprojekt Nestwerk mit schwer erziehbaren Jugendlichen als Angestellter des FC St. Pauli.

## Sonstiges
Im Juni 1999 geriet Lorkowski im Ärmelkanal mit einem Segelschiff in Seenot, das er von der Karibik nach Travemünde überführen wollte. An Bord brach ein Feuer aus, Lorkowski und die übrige Besatzung wurden von der französischen Küstenwache gerettet.